# Hombach (Eitorf)

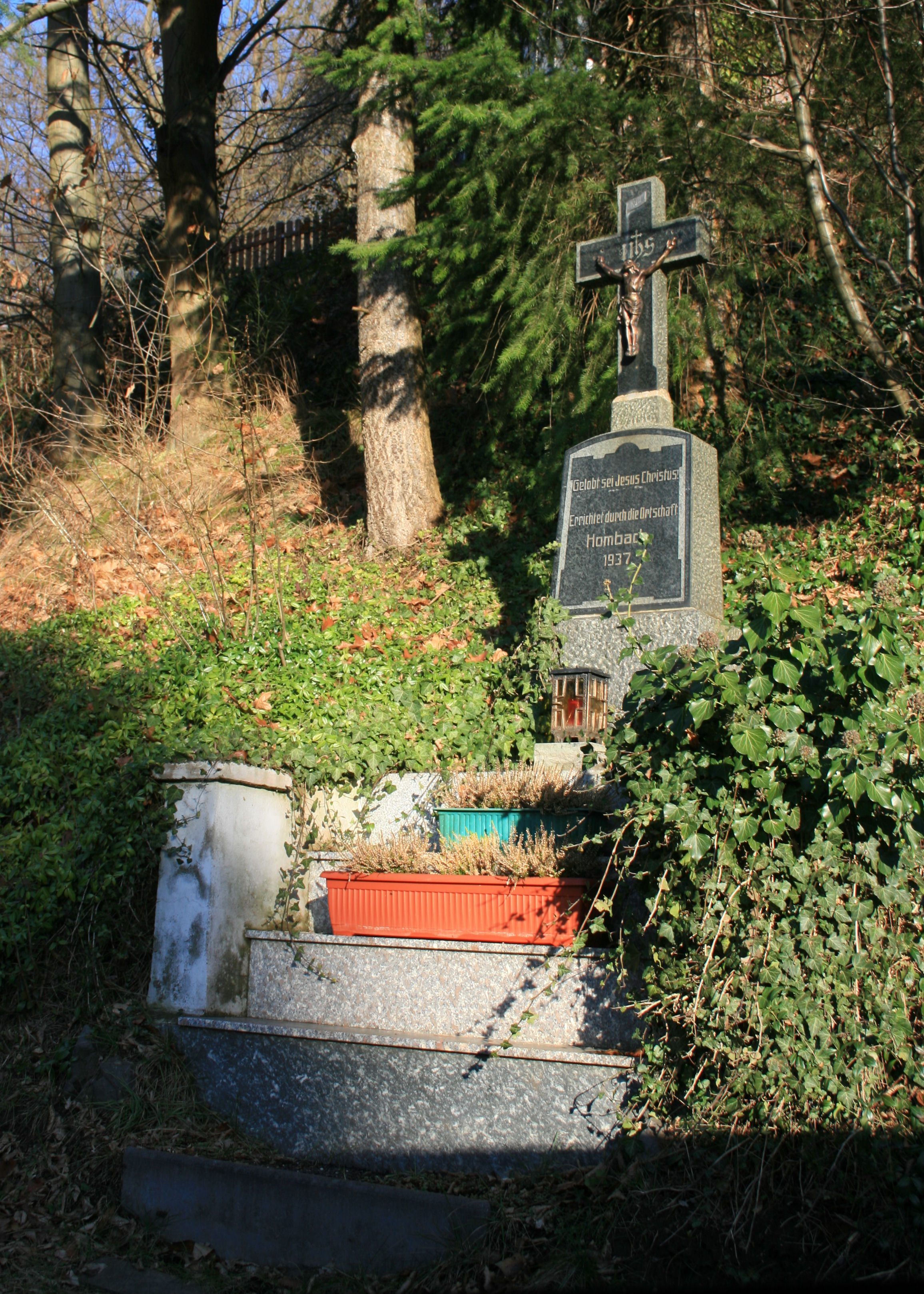
Das Dorfkreuz von Hombach aus dem Jahr 1937

Hombach ist ein ehemals selbstständiger Ort in der Gemeinde Eitorf im Rhein-Sieg-Kreis in Nordrhein-Westfalen. Der Ort wurde 927 erstmals als Hunbech erwähnt. Heute ist Hombach nur noch eine Straßenbezeichnung in der Ortslage Eitorf.

## Lage
Hombach liegt am nördlichen Ufer der Sieg unterhalb der Steilhänge des Nutscheid und wird von der Landesstraße 87 durchzogen. Nachbarorte sind Schmelze und Bourauel im Westen und Kelters im Osten.

## Urkundliche Erwähnungen
König Heinrich I. bestätigte dem Stift Herford in einer Urkunde vom 18. März 927 u. a. den Besitz von Hunbech secus fluvium siginam (Hunbech am Fluss Sieg), der paganorum castigationes von Heiden bedrängt wurde.
1217 hatte die Familie Otto von Cappenstein Ländereien in Hombach, die sie an das Kloster Merten verkauften.

## Namensgebung
Der Name des Ortsteils stammt von dem Hombach, dem früheren Namen des Schmelzbaches. An dessen Einmündung zur Sieg stand früher die Hombacher Mühle.

## Einwohner
1885 hatte Hombach 27 Wohngebäude und 168 Einwohner.
1925 waren 46 Haushalte verzeichnet.